# Dendrochilum crassum
Dendrochilum crassum är en orkidéart som beskrevs av Henry Nicholas Ridley. Dendrochilum crassum ingår i släktet Dendrochilum och familjen orkidéer. Inga underarter finns listade i Catalogue of Life.